# Someone You Loved
«Someone You Loved» —en español: «Alguien que amabas»— es una canción interpretada por el cantante y compositor británico Lewis Capaldi, incluida en su primer álbum de estudio, Divinely Uninspired to a Hellish Extent (2019). Fue escrita por el intérprete junto a Samuel Romans, Thomas Barnes, Peter Kelleher y Benjamin Kohn, y producida por estos tres últimos. Fue publicada por Virgin EMI Records como segundo sencillo oficial del disco el 8 de noviembre de 2018. Su letra, de acuerdo con el cantante, habla sobre el sentimiento de perder a alguien en cualquier circunstancia.
La canción fue un éxito comercial, mayormente en Europa y Oceanía, logrando la primera posición en las listas de Irlanda y el Reino Unido, además de ingresar a los diez primeros en Australia, Bélgica, Dinamarca, Italia, Noruega y Nueva Zelanda, países donde además recibió variedad de discos de oro y platino por sus altas ventas. En Canadá y los Estados Unidos se convirtió en un sleeper hit, logrando la primera posición de sus listas más de veinte semanas después de haber debutado. Para promocionar la canción, fue publicado el 8 de febrero de 2019, un videoclip que busca promover la donación de órganos, el cual además fue protagonizado por el actor Peter Capaldi, primo del cantante.

## Composición
«Someone You Loved» fue escrita por Capaldi en conjunto con Samuel Romans, Thomas Barnes, Peter Kelleher y Benjamin Kohn, y producida por estos tres últimos como TMS. Es una balada de género pop con una duración de 3 minutos y 2 segundos. Su letra, de acuerdo con el cantante, se trata sobre «perder a alguien en general», ya que, dado que la canción fue una de las últimas en grabarse para Divinely Uninspired to a Hellish Extent (2019), Capaldi no quería seguir incluyendo temas sobre rupturas o desamores, sino hacer uno general y que el público le diera su propia interpretación. En una entrevista con la revista NME, comentó que todo el proceso de composición y grabación de la canción tomó un total de seis meses, diciendo:

«Mucha gente dice que las mejores canciones salen de la nada, y que son las más fáciles de escribir y toman menos tiempo. Estoy en total desacuerdo con eso. Considero que mis mejores canciones vienen de mí sentándome en un piano y golpeándome la cabeza contra la pared por horas hasta dar con una buena melodía [...] Es un largo proceso entre comenzar las melodías y terminar la canción. Estábamos en una sesión de grabación y se nos ocurrieron varias melodías, entre esas "Someone You Loved", la cual grabé en mi celular y luego olvidé [...] Dos meses después, estaba en mi jardín y me estaba reventando la cabeza tratando de hacer un buen estribillo y preestribillo para la canción. De pronto me junté con TMS y me dejaron mostrarles lo que tenía hecho después de eso terminamos todo en cuestión de hora y media».

## Recibimiento comercial
El sencillo tuvo una buena recepción comercial, especialmente en Europa. En el Reino Unido, la canción debutó en el puesto 66 del UK Singles Chart en enero de 2019, y fue ascendiendo lentamente hasta alcanzar el número 1 en su novena semana. Tras ello, se mantuvo por siete semanas en la primera posición, con lo que pasó a ser la tercera canción de un artista escocés con el reinado más largo en el listado, solo detrás de «Love Is All Around» de Wet Wet Wet y «One Kiss» de Calvin Harris, que ocuparon 15 y 8 semanas, respectivamente. En cuestión de dos meses, alcanzó el doble disco de platino entregado por la British Phonographic Industry (BPI) certificando 1.2 millones de unidades vendidas en el Reino Unido. Asimismo, «Someone You Loved» fue la canción más exitosa del primer semestre del 2019 en dicho país, con 1.34 millones de unidades, siendo hasta ese momento, la única canción que había superado el millón en todo el año. En septiembre, logró el tercer disco de platino por exceder la cifra de 1.8 millones de unidades. En Irlanda, también alcanzó la primera posición de su listado semanal. En Austria logró el octavo puesto y obtuvo un disco de oro por 10 mil unidades, mientras que en Bélgica llegó hasta el segundo lugar y recibió un disco de platino por 40 mil unidades. En Dinamarca y Francia se ubicó en las posiciones número 10 y 20, respectivamente, y fue certificada con disco de oro en ambos territorios. En Italia llegó hasta el quinto lugar y recibió dos discos de platino por 100 mil unidades. En Noruega logró la décima casilla y un disco de platino por 60 mil unidades. Además de ello, la canción alcanzó el puesto número 5 en la República Checa, 8 en Eslovaquia, 12 en los Países Bajos, 18 en Alemania y 19 en Hungría. También logró un disco de oro en Polonia y Portugal.
En Oceanía, también tuvo una buena recepción comercial. En Australia consiguió llegar hasta la cuarta posición de su listado semanal y recibió triple disco de platino por 210 mil unidades vendidas en el país. En Nueva Zelanda también logró la cuarta casilla y recibió un disco de platino por 30 mil unidades. Por otra parte, en América se convirtió en un sleeper hit. En los Estados Unidos y Canadá, alcanzó la posición número 1 del Billboard Hot 100 y del Canadian Hot 100, respectivamente, tras meses de haber debutado. En ambos fue certificado con múltiples discos de platino.

## Vídeo musical
El 8 de febrero de 2019, fue lanzado a través de YouTube el videoclip oficial de la canción, el cual fue dirigido por Phil Beastall. El mismo fue grabado en el pueblo de Buxton (Reino Unido) y es un esfuerzo colaborativo con Live Life Give Life, una organización caritativa que busca promover la donación de órganos. El vídeo es protagonizado por el actor Peter Capaldi, quien es primo del cantante, y su temática gira en torno a un esposo que se encuentra en duelo por la reciente muerte de su pareja, quien donó su corazón para salvar a una joven madre de familia.

## Posicionamiento en listas

### Semanales
| Alemania          | German Singles Chart     | 18 |
| Australia         | Australian Singles Chart | 4  |
| Austria           | Ö3 Austria Top 40        | 8  |
| Bélgica (Flandes) | Ultratop 50              | 2  |
| Bélgica (Valonia) | Ultratop 40              | 2  |
| Canadá            | Canadian Hot 100         | 1  |
| Dinamarca         | Danish Singles Chart     | 7  |
| Escocia           | Scottish Singles Chart   | 1  |
| Eslovaquia        | Singles Digitál Top 100  | 8  |
| España            | Top 50 Canciones         | 51 |
| Estados Unidos    | Billboard Hot 100        | 1  |
| Estados Unidos    | Digital Songs            | 2  |
| Estados Unidos    | Radio Songs              | 1  |
| Estados Unidos    | Streaming Songs          | 8  |
| Estados Unidos    | Pop Songs                | 1  |
| Estados Unidos    | Adult Pop Songs          | 1  |
| Estados Unidos    | Adult Contemporary       | 5  |
| Francia           | French Singles Chart     | 20 |
| Hungría           | Single (Track) Top 10    | 12 |
| Irlanda           | Irish Singles Chart      | 1  |
| Italia            | Top Singoli              | 5  |
| Malasia           | RIM Top 20 Chart         | 1  |
| Noruega           | VG-lista                 | 7  |
| Nueva Zelanda     | NZ Top 40 Singles Chart  | 4  |
| Países Bajos      | Single Top 100           | 11 |
| Portugal          | Portuguese Singles Chart | 8  |
| Reino Unido       | UK Singles Chart         | 1  |
| República Checa   | Singles Digitál Top 100  | 5  |
| Suecia            | Sverigetopplistan        | 7  |
| Suiza             | Swiss Singles Chart      | 3  |

### Sucesión en listas
| Predecesor: «Highest in the Room» de Travis Scott «Lose You to Love Me» de Selena Gomez | Canadian Hot 100 — Sencillo número 1 20 de octubre de 2019 — 2 de noviembre de 2019 10 de noviembre de 2019 — 23 de noviembre de 2019  | Sucesor: «Lose You to Love Me» de Selena Gomez «Dance Monkey» de Tones and I |
| Predecesor: «Giant» de Calvin Harris con Rag'n'Bone Man                                 | Scottish Singles Chart — Sencillo número 1 15 de febrero de 2019 — 3 de mayo de 2019                                                   | Sucesor: «Me!» de Taylor Swift con Brendon Urie                              |
| Predecesor: «Truth Hurts» de Lizzo «Lose You to Love Me» de Selena Gomez                | Billboard Hot 100 — Sencillo número 1 27 de octubre de 2019 — 2 de noviembre de 2019 10 de noviembre de 2019 — 23 de noviembre de 2019 | Sucesor: «Lose You to Love Me» de Selena Gomez «Circles» de Post Malone      |
| Predecesor: «7 Rings» de Ariana Grande                                                  | UK Singles Chart — Sencillo número 1 1 de marzo de 2019 — 19 de abril de 2019                                                          | Sucesor: «Old Town Road» de Lil Nas X                                        |

### Anuales
| Alemania          | German Singles Chart     | 12 |
| Australia         | Australian Singles Chart | 5  |
| Austria           | Ö3 Austria Top 40        | 6  |
| Bélgica (Flandes) | Ultratop 50              | 1  |
| Bélgica (Valonia) | Ultratop 40              | 3  |
| Canadá            | Canadian Hot 100         | 19 |
| Dinamarca         | Danish Singles Chart     | 6  |
| España            | Top 50 Canciones         | 89 |
| Estados Unidos    | Billboard Hot 100        | 27 |
| Estados Unidos    | Digital Songs            | 18 |
| Estados Unidos    | Radio Songs              | 21 |
| Estados Unidos    | Streaming Songs          | 46 |
| Estados Unidos    | Pop Songs                | 19 |
| Estados Unidos    | Adult Pop Songs          | 9  |
| Estados Unidos    | Adult Contemporary       | 17 |
| Francia           | French Singles Chart     | 40 |
| Hungría           | Single (Track) Top 10    | 80 |
| Irlanda           | Irish Singles Chart      | 1  |
| Italia            | Top Singoli              | 18 |
| Letonia           | Latvijas Top 40          | 11 |
| Noruega           | VG-lista                 | 4  |
| Nueva Zelanda     | NZ Top 40 Singles Chart  | 5  |
| Países Bajos      | Single Top 100           | 6  |
| Reino Unido       | UK Singles Chart         | 1  |
| Suecia            | Sverigetopplistan        | 7  |
| Suiza             | Swiss Singles Chart      | 3  |

| Alemania          | German Singles Chart     | 36 |
| Australia         | Australian Singles Chart | 13 |
| Austria           | Ö3 Austria Top 40        | 32 |
| Bélgica (Flandes) | Ultratop 50              | 42 |
| Canadá            | Canadian Hot 100         | 10 |
| Dinamarca         | Danish Singles Chart     | 7  |
| España            | Top 50 Canciones         | 95 |
| Estados Unidos    | Billboard Hot 100        | 10 |
| Estados Unidos    | Digital Songs            | 17 |
| Estados Unidos    | Streaming Songs          | 9  |
| Estados Unidos    | Radio Songs              | 7  |
| Estados Unidos    | Pop Songs                | 21 |
| Estados Unidos    | Adult Pop Songs          | 8  |
| Estados Unidos    | Adult Contemporary       | 2  |
| Francia           | French Singles Chart     | 75 |
| Irlanda           | Irish Singles Chart      | 11 |
| Italia            | Top Singoli              | 57 |
| Noruega           | VG-lista                 | 5  |
| Nueva Zelanda     | NZ Top 40 Singles Chart  | 17 |
| Reino Unido       | UK Singles Chart         | 8  |
| Suecia            | Sverigetopplistan        | 12 |
| Suiza             | Swiss Singles Chart      | 10 |

### Certificaciones
| País           | Organismo certificador | Certificación | Ventas certificadas | Ref.   |
| -------------- | ---------------------- | ------------- | ------------------- | ------ |
| Alemania       | BVMI                   | 3× Oro        | 600 000             | [ 83 ] |
| Australia      | ARIA                   | 11× Platino   | 770 000             | [ 24 ] |
| Austria        | IFPI — Austria         | Platino       | 30 000              | [ 13 ] |
| Bélgica        | BEA                    | 4× Platino    | 160 000             | [ 14 ] |
| Brasil         | ABPD                   | Diamante      | 160 000             | [ 84 ] |
| Canadá         | CRIA                   | Diamante      | 800 000             | [ 85 ] |
| Dinamarca      | IFPI — Dinamarca       | 3× Platino    | 270 000             | [ 16 ] |
| España         | PROMUSICAE             | 3× Platino    | 120 000             | [ 86 ] |
| Estados Unidos | RIAA                   | Platino       | 1 000               | [ 26 ] |
| Francia        | SNEP                   | Diamante      | 500 000             | [ 17 ] |
| Italia         | FIMI                   | 4× Platino    | 280 000             | [ 5 ]  |
| Noruega        | IFPI — Noruega         | Platino       | 60 000              | [ 20 ] |
| Nueva Zelanda  | RMNZ                   | 5× Platino    | 150 000             | [ 25 ] |
| Países Bajos   | NVPI                   | 2× Platino    | 160 000             | [ 87 ] |
| Polonia        | ZPAV                   | Diamante      | 100 000             | [ 22 ] |
| Portugal       | AFP                    | 2× Platino    | 40 000              | [ 23 ] |
| Reino Unido    | BPI                    | 6× Platino    | 3 600 000           | [ 4 ]  |
| Suecia         | GLF                    | 3× Platino    | 120 000             | [ 88 ] |

## Premios y nominaciones
| Año  | Premiación               | Categoría                     | Resultado | Ref.          |
| ---- | ------------------------ | ----------------------------- | --------- | ------------- |
| 2019 | BBC Radio 1 Teen Awards  | Mejor Sencillo                | Ganador   | [ 89 ]        |
| 2019 | NRJ Music Awards         | Canción Internacional del Año | Nominado  | [ 90 ]        |
| 2019 | Q Awards                 | Mejor Canción                 | Ganador   | [ 91 ]        |
| 2020 | American Music Awards    | Canción Favorita de Pop/Rock  | Nominado  | [ 92 ]        |
| 2020 | Premios Brit             | Canción del Año               | Ganador   | [ 93 ]        |
| 2020 | Billboard Music Awards   | Mejor Canción Hot 100         | Nominado  | [ 94 ] [ 95 ] |
| 2020 | Billboard Music Awards   | Canción más Vendida           | Nominado  | [ 94 ] [ 95 ] |
| 2020 | Billboard Music Awards   | Canción más Sonada en Radios  | Nominado  | [ 94 ] [ 95 ] |
| 2020 | Premios Grammy           | Canción del Año               | Nominado  | [ 96 ]        |
| 2020 | iHeartRadio Music Awards | Mejor Letra                   | Nominado  | [ 97 ]        |
| 2020 | Ivor Novello Awards      | Canción más Interpretada      | Nominado  | [ 98 ]        |
| 2021 | Ivor Novello Awards      | Canción más Interpretada      | Nominado  | [ 99 ]        |